# Les Archives Goscinny
Les Archives Goscinny est une série de quatre albums de bandes dessinées publiés aux éditions Vents d'Ouest entre 1998 et 2000. Elle rassemble des histoires scénarisées par René Goscinny, parues entre 1955 et 1969 et restées jusque-là inédites en album.  

## Tome I
Ce premier tome, publié en 1998, rassemble des histoires courtes et des séries de bande dessinée éphémères publiées dans Le Journal de Tintin de 1956 à 1961.  Il se compose de quarante-huit histoires différentes : 

### Alphonse
Dessins de Tibet puis de François Craenhals, 1957-1958.
- Alphonse livreur
- Alphonse, garçon de restaurant
- Alphonse détective...
- Alphonse steward
- Alphonse liftier
- Alphonse et le mannequin
- Alphonse extra

### Coccinelle
Dessins de Noël Bissot, 1957.
- Coccinelle et les Nez-Tordus
- Coccinelle et le voleur de noix

### Globul le martien
Dessin animé en Tintincolor. Dessins de Tibet, 1957.
- Globul alpiniste

- Globul et les cloches : croquis pour un projet d'histoire jamais publiée, car elle ne fut pas acceptée par le journal Tintin.

### La Famille Moutonet
Dessins d'Albert Uderzo, parue dans le Journal de Tintin, 1959. Éphémère série, lancée puis abandonnée par Goscinny et Uderzo alors que ces derniers publiaient déjà Oumpah-Pah et préparaient le lancement de Pilote où paraîtra Astérix.
- La Famille Moutonet et le train
- Le dressage de Mangetout

### La Famille Cokalane
Dessins d'Albert Uderzo puis d'un inconnu pour la reprise, 1961. Bande dessinée publicitaire pour Pétrole Hahn, reprenant en version remaniée l'univers de La Famille Moutonet.
- 16 histoires, dont aucune ne porte de titre.

### La Sieste de Paco Marmota
Dessins de Jo-El Azara (alias "Jo Loeckx"), 1958.
Les aventures d'un Mexicain paresseux. Histoire écrite par Goscinny à la demande d'André Fernez, sur la base d'un personnage conçu par Jo-El Azara. Trois histoires mettant en scène Paco Marmota ont été écrites, mais une seule publiée. Bien plus tard, Jo-El Azara participera à la création des décors de la rue médiévale du Parc Astérix.

### Le professeur est distrait
Dessins d'Albert Weinberg, 1956.
Le professeur Isocèle doit se rendre à une conférence, mais il est si distrait qu'il accumule les gaffes en chemin. Dessin animé en Tintincolor publié dans la version belge du Journal de Tintin, numéro 52 (1956).

### Le Trappeur attrapé
Dessinée par Paul Coutant, l'histoire est parue dans Le Journal de Tintin en 1958
Les aventures de Kenott, jeune sergent de la police montée canadienne : aidé de son ami Futé (un renard parlant) il tente de mettre la main sur Œil de Vautour, un indien voleur. 
Cette histoire est née d'une idée de l'illustrateur publicitaire Paul Coutant, auteur de couvertures pour Tintin, qui commande à Goscinny un scénario d'après des personnages de son invention. Envisagées comme une série, les aventures de Kenott et Futé se limitent à une seule histoire.

### Monsieur Tric
Dessins de Bob de Moor, 1957-1958.
- Monsieur Tric inventeur
- Monsieur Tric bricoleur
- Monsieur Tric aviateur
- Monsieur Tric couvreur
- Monsieur Tric, vedette de cinéma
- Monsieur Troc part en voyage
- Monsieur Troc cultivateur
- Monsieur Troc et le tâche
- Monsieur Troc et le canari

### Mottie la marmotte
Dessins de Jo Angenot, 1957.
- Mottie et le cousin de Panache
- Mottie passe à l'attaque !
- Mottie et l'inondation

### Oscar Baudruche mène l'enquête
Dessins de Rol, 1957.
Les mésaventures d'un détective privé débutant. Cette histoire est parue dans Journal de Tintin en 1957 : le rédacteur du journal, André Fernez, avait demandé à Goscinny d'écrire des scénarios comiques pour Rol, sur la base de croquis exécutés par ce dernier. Comme Wa-Pi-Ti, enfant scalpeur, Oscar Baudruche, envisagé comme une série, ne vit que le temps d'une histoire.

### Poussin et Poussif
Dessins d'Albert Uderzo, 1957-1958.
- Poussin et Poussif
- Poussin, Poussif et Frédérique
- Poussin et Poussif à la chasse

### Wa-Pi-Ti, enfant scalpeur
Dessins de Rol, 1957.
Wa-Pi-Ti, un jeune indien d'Amérique, veut jouer à la guerre et s'en prend à un brave shériff. Autre histoire du journal Tintin, imaginée par Goscinny à la demande d'André Fernez.

## Tome II
Le deuxième tome, publié en 1999, rassemble les deux histoires du héros Pistolin, dessinées par Victor Hubinon et publiées dans le journal homonyme de 1955 à 1956.

## Tome III
Le troisième tome, publié en 1999,  retrace les aventures de la Fée Aveline, dessinées par Coq et publiées dans le journal Jours de France de 1967 à 1969.

## Tome IV
Le quatrième tome, publié en 2000, contient deux séries dessinées par Christian Godard : Jacquot le mousse et Tromblon et Bottaclou, créées dans Pilote respectivement en 1959 et 1962.